# Razac-d'Eymet
Razac-d'Eymet é uma comuna francesa na região administrativa da Nova Aquitânia, no departamento Dordonha. Estende-se por uma área de 12,09 km². Em 2010 a comuna tinha 298 habitantes (densidade: 24,6 hab./km²).